# Botkuny
Botkuny (niem. Buttkuhnen) – osada w Polsce położona w województwie warmińsko-mazurskim, w powiecie gołdapskim, w gminie Gołdap.
W latach 1975–1998 miejscowość administracyjnie należała do województwa suwalskiego.
Podczas akcji germanizacyjnej nazw miejscowych i fizjograficznych (tzw. chrzty hitlerowskie) utrwalona historycznie nazwa niemiecka Buttkuhnen została w 1938 r. zastąpiona przez administrację nazistowską sztuczną formą Bodenhausen. Obecną nazwę wsi zatwierdzono administracyjnie 12 listopada 1946.
We wsi była stacja kolejowa Botkuny. W pobliżu wsi pochodzące z początku XX w. wiadukty na nieczynnej linii kolejowej nad rzeką Jarką. 